# Cyclopecten ambiannulatus
Cyclopecten ambiannulatus is een tweekleppigensoort uit de familie van de Propeamussiidae. De wetenschappelijke naam van de soort is voor het eerst geldig gepubliceerd in 1989 door Schein.